# Aardstralen

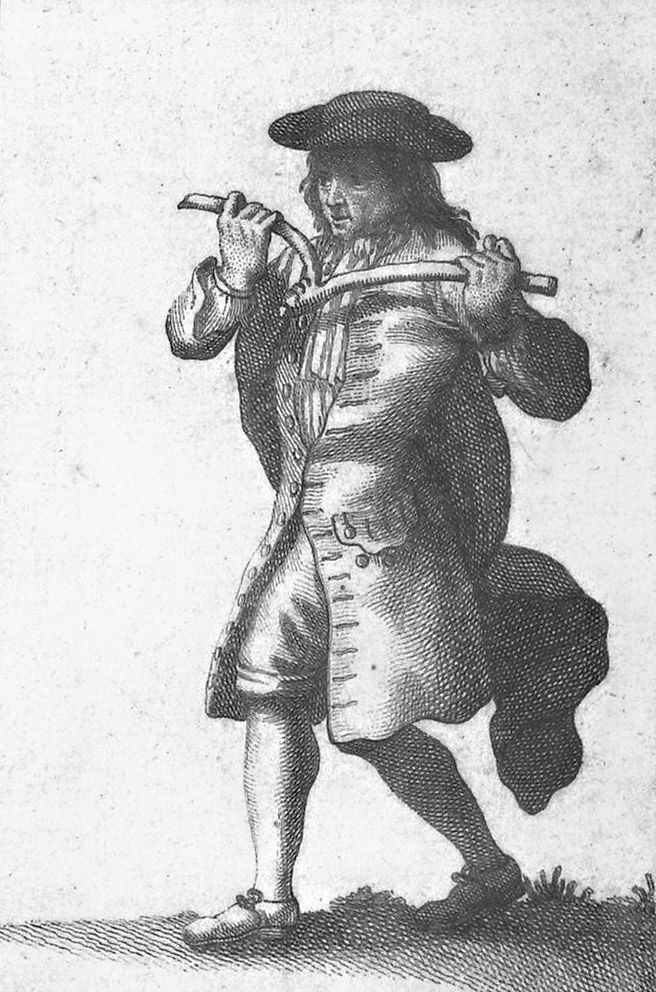
Wichelroedeloper, 18e eeuw

Aardstralen zijn een hypothetische straling, afkomstig uit de aarde, die als een soort mystiek krachtveld de aarde bedekt en invloed uitoefent op alles wat er leeft. Er zou volgens het volksgeloof sprake zijn van verschillende soorten aardstralen met elk een verschillende verklaring. Het bestaan van aardstralen wordt in de wetenschap niet aanvaard en derhalve wordt het onderzoeken ervan gezien als pseudowetenschap.
Volgens folklore zouden uit de aarde voortkomende 'stralen' slapeloosheid, zenuwachtigheid, kanker en allerlei andere kwalen veroorzaken. Ze zouden schadelijk zijn voor de gezondheid op bepaalde plaatsen binnen- en buitenshuis.

## Geschiedenis en volksgeneeskunde
In 1896 ontdekte Becquerel de radioactiviteit, en er werd verondersteld dat hij daarmee de aardstralen had ontdekt. Aardstralen hebben echter niets met radioactiviteit te maken. Het idee kwam begin 20e eeuw aanvankelijk op in Duitsland, waar destijds veel aandacht was voor wichelroedelopers die zochten naar onbekende waterbronnen. Vanaf de jaren 30 werden aardstralen door Gustav Freiherr von Pohl in zijn boek Erdstrahlen als Krankheits- und Krebserreger in verband gebracht met kanker en andere kwaadaardige ziekten bij mensen, dieren en planten, waardoor pogingen ze op te sporen een hoge vlucht namen bij het angstig geworden publiek.

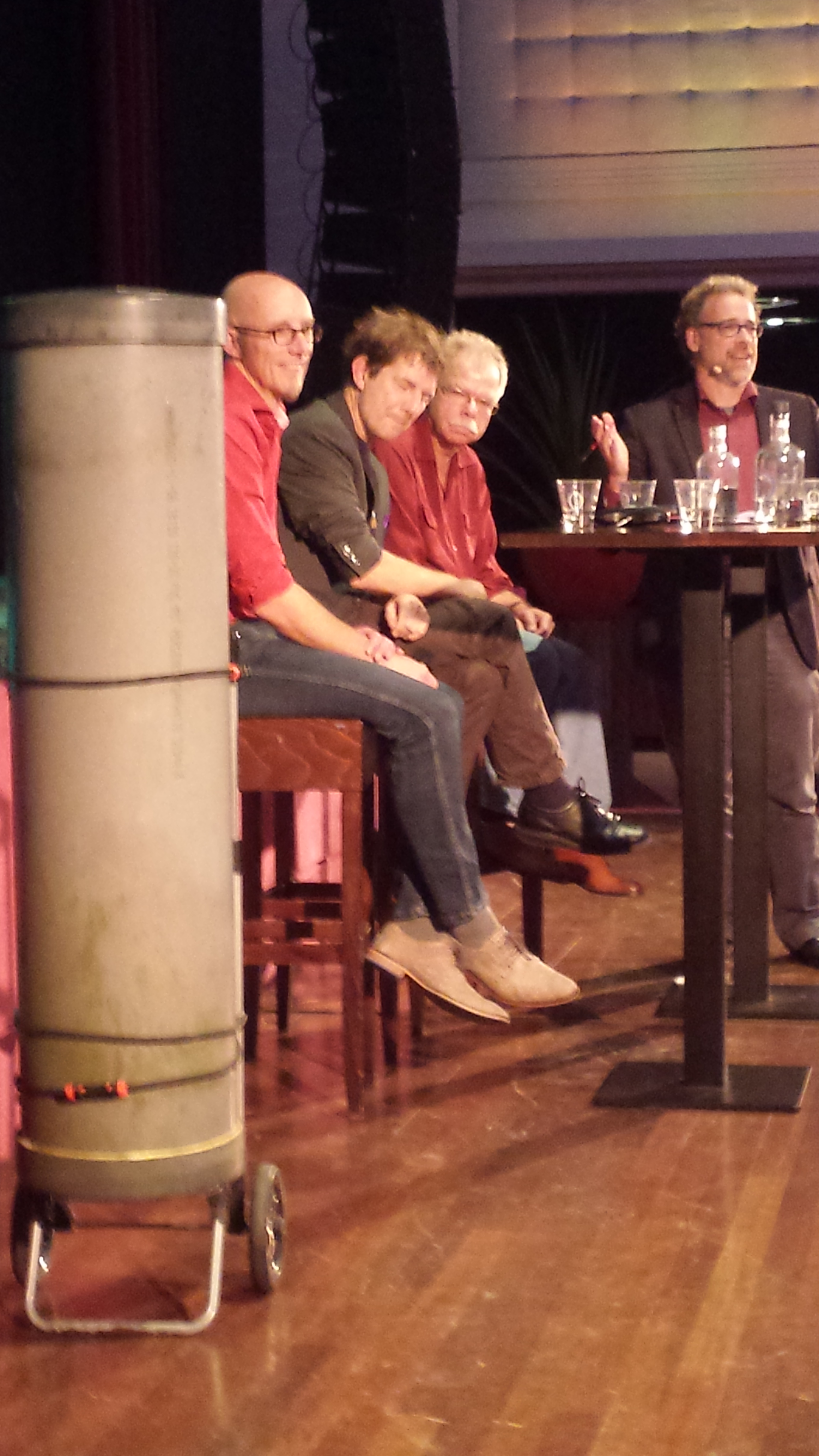
Een 'broncorrector' tentoongesteld op het Skepsis Congres 2015

Onder het volk leven en leefden allerlei middelen als bescherming tegen aardstralen. In de jaren 50 beschermden boeren zich tegen aardstralen in hun akkers. Zo werden afschermkastjes in de grond gedaan, om gewassen te beschermen. Andere remedies tegen aardstralen die onder het volk leefden waren onder meer het leggen van roestige spijkers onder het bed, het bed verplaatsen, of het leggen van een stuk plastic onder de vloer.
Wichelroedelopers werden ingezet om de aardstralen op te sporen. Het uitslaan van de wichelroede bij de roedeloper zou de aardstralen kunnen aantonen. In Nederland was in de jaren 50 vooral J.G. Mieremet invloedrijk met zijn anti-aardstralenkastje of "Poverni", dat zogenaamd POtentiaalVERschillen NIvelleert. Hij sleet zijn kastjes (die absoluut niet opengemaakt mochten worden, hoewel ze slechts waren gemaakt van hout en koperen staafjes) voor 125 gulden aan bange mensen, inclusief koningin Juliana en haar familie en paarden, voor wie hij op paleis Soestdijk "aardstralen opspoorde" Mieremet ging er ook mee door nadat in 1954 de KNAW een vernietigend rapport had geschreven over wichelroedes en beschermingskastjes; hij bleef beweren dat aardstralen echt bestaan en schadelijk zijn. In Groningen werd in 1956 de illusionist Pieter Simon Westerkamp alias Rabindra veroordeeld wegens oplichting, nadat hij aan tientallen goedgelovigen aardstralenkastjes had verkocht die "ultra-microdemonische golven" zouden neutraliseren. In 1962 verkocht naturopaat Johannes Bron uit Waddinxveen voor bedragen tot 6800 gulden 'broncorrectoren' aan boeren.
In de jaren 70 en 80 van de 20e eeuw werden in Nederland weleens wichelroedelopers ingeschakeld bij de bouw van huizen om de positie van aardstralen te bepalen. Het plaatsen van 'ontstoorders' was populair, en ze komen ook in de 21e eeuw nog voor. In het volksgeloof werkten deze apparaten. In werkelijkheid bleken de apparaten vaak slechts wat metalen plaatjes, zand of kiezelstenen te bevatten.

## Ideeën ter verklaring
Het bestaan van aardstralen is nooit aangetoond, noch met conventionele meetapparatuur noch met wichelroedes of andere opsporingsmethoden. De vermeende werking van wichelroedes berust volgens onderzoek op het reeds honderd jaar bekende Carpenter-effect. Het gaat om een ideomotorische beweging veroorzaakt door het verwachtingspatroon van de bediener. Door de voorstelling of de waarneming van bewegingen worden in de spieren tonusveranderingen veroorzaakt die onwillekeurig tot de voleindiging van de beweging voeren. Als een wichelroedeloper een uitslag verwacht dan slaat de roede ook uit en ze zal steeds op dezelfde plaats uitslaan, net daar waar hij of zij een 'waterader' of een 'stoorzone' verwacht. Het Carpenter-effect is ook verantwoordelijk voor gelijkaardige bewegingen zoals bij pendelen, glaasje draaien of het ouijabord. De veronderstelde invloeden van onderaardse water- en gasstromen zijn evenmin ooit aangetoond. Gas is lang geleden ontstaan en zit vaak 'gevangen' onder ondoordringbare aardlagen of is via breuken of doorlaatbare lagen ontsnapt naar de atmosfeer. Grondwater is aanwezig in poreuze (of in ondoorlaatbare lagen waarin zich veel breuken bevinden) watervoerende lagen. Vaak zijn dergelijke watervoerende lagen door volledig ondoorlaatbare lagen van elkaar gescheiden. Grondwater kan zowel stilstaan als bewegen. De stroomsnelheid kan variëren van enkele centimeters tot enkele decimeters per jaar, afhankelijk van het gesteente waar het zich in bevindt. Het begrip 'waterader' kan wellicht vergeleken worden met het begrip aquifer uit de hydrogeologie. Het begrip 'stoorzone' zoals hier bedoeld heeft geen equivalent in de geologie.

## Fraude
Consumentenorganisaties en televisieprogramma's hebben verschillende malen verkopers ontmaskerd als oplichters. De verkoper liet dan bijvoorbeeld met de wichelroede zien dat er aardstralen door de slaapkamer liepen. Daarna plaatste hij een ontstoorder (een "Poverni") in de kelder. Die ontstoorder werd door de programmamakers verwijderd zonder dat de verkoper het wist. Desondanks constateerde de verkoper bij een tweede 'meting' dat de aardstralen verdwenen waren.